# Wspólnota administracyjna Gerzen
Wspólnota administracyjna Gerzen – wspólnota administracyjna (niem. Verwaltungsgemeinschaft) w Niemczech, w kraju związkowym Bawaria, w rejencji Dolna Bawaria, w regionie Landshut, w powiecie  Landshut. Siedziba wspólnoty znajduje się w miejscowości Gerzen.
Wspólnota administracyjna zrzesza cztery gminy wiejskie (Gemeinde): 
- Aham, 1 899 mieszkańców, 38,00 km²
- Gerzen, 1 675 mieszkańców, 17,00 km²
- Kröning, 1 917 mieszkańców, 39,61 km²
- Schalkham, 962 mieszkańców, 22,71 km²